# Ruud Wielart
Ruud Wielart (né le 3 mai 1954) est un athlète néerlandais spécialiste du saut en hauteur.

## Biographie

### Palmarès
| Date | Compétition                    | Lieu            | Résultat | Performance |
| ---- | ------------------------------ | --------------- | -------- | ----------- |
| 1977 | Championnats d'Europe en salle | Saint-Sébastien | 3e       | 2,22 m      |
| 1980 | Championnats d'Europe en salle | Sindelfingen    | 7e       | 2,26 m      |

### Records
| Épreuve         | Performance | Lieu  | Date               |
| --------------- | ----------- | ----- | ------------------ |
| Saut en hauteur | 2,28 m      | Leyde | 1er septembre 1979 |